# Mar de Davis
El mar de Davis és una àrea de l'oceà Antàrtic al llarg de la costa de l'Antàrtida entre la barrera de gel Oest i la Plataforma de gel Shackleton. La costa del mar de Davis és reclamada per Austràlia (Territori Antàrtic Australià).
Va ser descobert per l'Expedició Antàrtica Australiana (1911-14) des del vaixell Aurora. Va ser batejada per Douglas Mawson, al comandament de l'Aurora i segon al comandament de l'expedició, en homenatge al capità J. K. Davis.
El mar de Davis banya la Costa del Rei Leopold i la Reina Astrid, les costes de la Terra de l'Emperador Guillem II i de la Terra de la Reina Maria. En aquest mar es troba l'illa Drygalski, i en les seves costes s'emplaça la base russa Mirny.
En l'esborrany del projecte de la 4° edició de Limits of Oceans and Seas de l'Organització Hidrogràfica Internacional, comunicat mitjançant la circular CL55 del 7 de novembre de 2001, es van proposar límits per al mar de Davis. El projecte final va ser comunicat el 9 d'agost de 2002, però va ser retirat per a nova revisió el 19 de setembre de 2002 sense que a setembre de 2012 es publiqués.
| «                                                                      | 10.6 Davis Sea There is a considerable difference between the proposals of Russia and Australia on the westward limit of this area. The UK supports the Australian position, noting that it is based on sound historical background. However, it may be noted that acceptance of the area defined by Australia will result in a gap in the continuity of naming seas along that part of the Antarctic coastline. In view of the majority view, the Australian description is proposed. Positions of Cape Maksimova and Cape Vize, respectively on the West and Shackleton Ice Shelves have been used to define the limits. | » |
| — Comentaris del projecte de la 4° edició de Limits of Oceans and Seas | |   |